# Dimitrie Gusti (scriitor)
Dimitrie Gusti (n. 24 octombrie 1818, Iași, Moldova – d. 26 martie 1887, București, România) a fost un poet, traducător de fabule, autor de manuale didactice și om politic român.

## Biografie

### Familie, educație
Dimitrie Gusti s-a născut la data de 24 octombrie 1818 în orașul Iași, în familia unui comerciant. A studiat la Academia Mihăileană și la Conservatorul din Iași, pe care l-a absolvit în anul 1839. A fost unul dintre primii actori moldoveni. Renunță însă la actorie și intră ca amploiat la Divanul Domnesc.
A lucrat apoi ca profesor de geografie, retorică și filosofie la mai multe școli din Iași (la Academia Mihăileană din 1845). A îndeplinit mai multe funcții în administrația școlilor: inspector, apoi director la Dep. I al școlilor din Ministerul Cultelor și Instrucțiunii Publice. S-a manifestat ca militant prounionist, fiind numit ca primar al orașului Iași (24 august 1864 - 5 decembrie 1866). 

### Politician
În plan politic, a fost de doctrină liberală. A îndeplinit funcția de ministru al cultelor și instrucțiunii în două guverne consecutive (17 august 1867 - 16 noiembrie 1868). Apoi a fost ales deputat și senator liberal. În mai multe rânduri a deținut funcția de primar al orașului Iași (18 iulie 1869 - 25 octombrie 1870; 12 decembrie 1871 - 7 mai 1872; 14 octombrie 1881 - 3 februarie 1883; 7 decembrie 1886 - 25 martie 1887). 

Mormântul lui Dimitrie Gusti (politician) de la Cimitirul Eternitatea din Iași.

În paralel cu activitatea politică, Dimitrie Gusti a scris versuri și proză, cronici teatrale și a efectuat traduceri. A mai fost publicist și editor, precum și proprietar de tipografie.
Dimitrie Gusti a trecut la cele veșnice la data de 26 martie 1887, la București. Pe 27 martie, de la ora 12, la Biserica Sfântul Gheorghe Nou a avut loc o ceremonie funebră la care au asistat și au luat cuvântul numeroase personalități ale vremii. După ceremonie, trupul neînsuflețit a fost transportat la Gara de Nord și depus într-un vagon mortuar, de unde a plecat spre Iași. Pe 29 martie, tot de la ora 12, o altă ceremonie a avut loc la Biserica Sfântul Spiridon din Iași, după care defunctul, al cărui sicriu a fost însoțit de o mulțime considerabilă și de personalități ale orașului, a fost înmormântat la Cimitirul Eternitatea.